# Wiler bei Utzenstorf
Wiler bei Utzenstorf es una comuna suiza del cantón de Berna, situada en el distrito administrativo del Emmental. Limita al norte y al oeste con la comuna de Bätterkinden, al este con Zielebach y al sur con Utzenstorf.

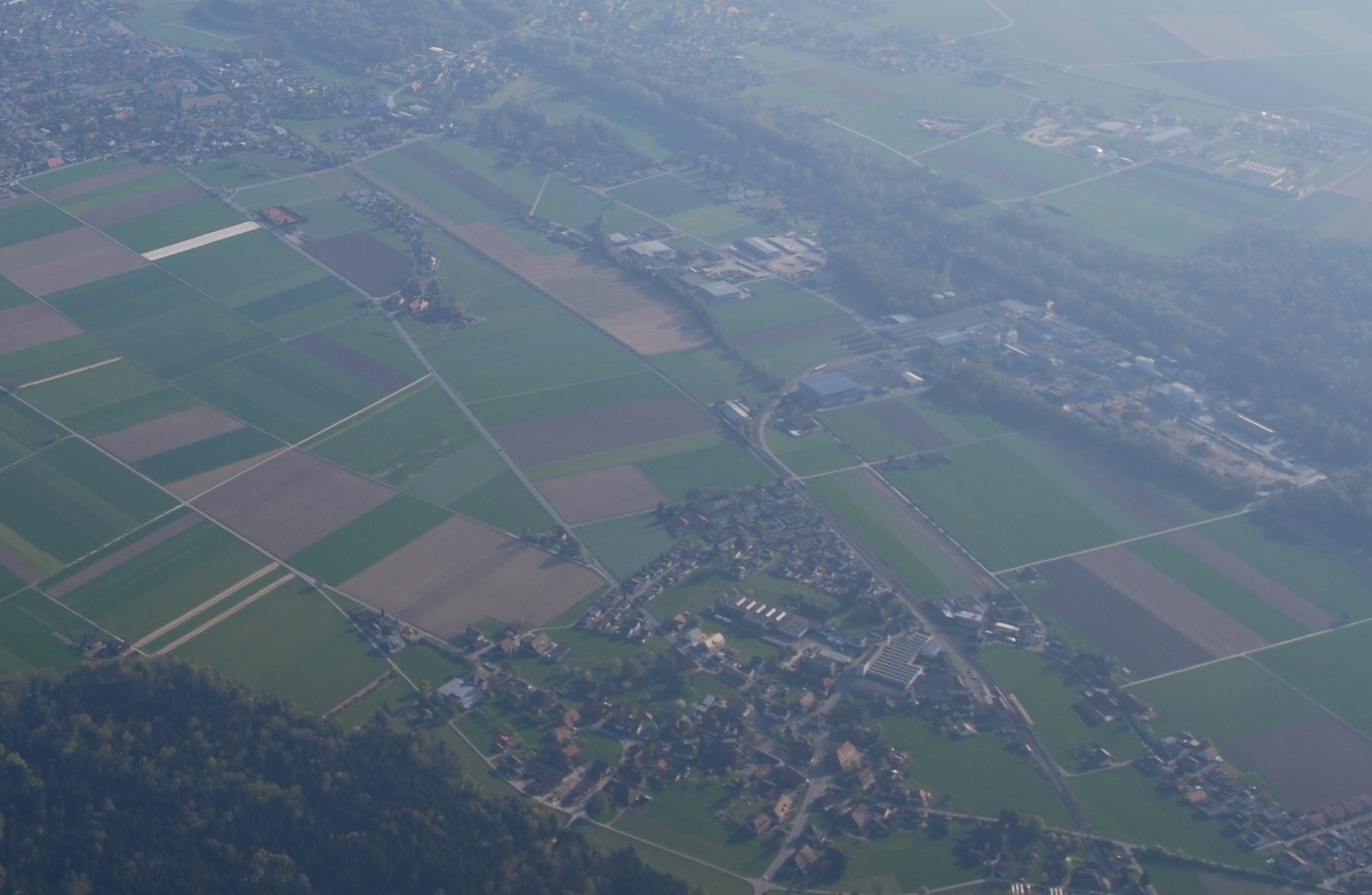
Wiler bei Utzenstorf

Hasta el 31 de diciembre de 2009 situada en el distrito de Fraubrunnen.

## Transportes
Ferrocarril
Cuenta con una estación ferroviaria en la que efectúan parada trenes regionales y de cercanías pertenecientes a la red S-Bahn Berna.